# Le Gres
Le Gres (francès Le Grès) és un municipi francès, situat a la regió d'Occitània, departament de l'Alta Garona.